# Hiliorahua
Hiliorahua is een bestuurslaag in het regentschap Nias Selatan van de provincie Noord-Sumatra, Indonesië. Hiliorahua telt 1792 inwoners (volkstelling 2010).